# Sinfonia n. 1 (Ives)
La  Sinfonia n. 1 in re minore  di Charles Ives è una composizione per orchestra scritta nel 1898.

## Genesi
Fin dalla più tenera giovinezza Charles Ives aveva manifestato di possedere un precoce talento musicale. Suo padre George , direttore di banda e valente insegnante, gli aveva impartito le nozioni basilari insegnandogli anche a suonare l’organo, il pianoforte, il violino, la cornetta e il tamburo; quando si accorse di quanto Charles fosse straordinariamente dotato per la musica, cominciò a fargli suonare il tamburo nella banda militare. Accanto ai fondamenti della musica, George Ives ritenne che sarebbe stato utile per la formazione di futuro musicista di suo figlio abituarlo anche a esperimenti sonori non convenzionali, come costruzioni melodiche e accordali su quarti di tono, uso percussivo della tastiera, impiego della politonalità, creazione di dissonanze tra linea del canto e l’accompagnamento. Quando nel 1894 Charles Ives si iscrisse all’Università di Yale, ebbe per docente il professor Horatio Parker, formatosi in Europa a Monaco di Baviera, al quale pensò un giorno di sottoporre una fuga a quattro voci recentemente composta in cui ciascuna voce era disposta secondo una differente tonalità. Il professore, di rigida formazione accademica, rimase sconcertato e seccato di tanta audace modernità e non nascose all’allievo la sua disapprovazione. Quando Charles descrisse al padre la reazione del professore, George Ives rispose:  «Charlie, avrai tutto il tempo per scrivere una fuga impropria - e bene - quando avrai imparato a scrivere - e bene - una fuga vera e propria». Charles seppe trarre profitto dal consiglio paterno: durante il periodo universitario a Yale eseguì fedelmente quanto richiestogli da Parker e, salvo casi sporadici, stette ben attento a non offendere il suo professore mostrando troppa originalità. 
La Prima Sinfonia fu composta da Charles Ives in parte come realizzazione di quanto richiesto dal suo programma di laurea per il titolo a Yale nel 1898. Paul C. Echols, Vice Presidente della Charles Ives Society, osserva che nel realizzare la sua prima opera orchestrale di ampie dimensioni, il musicista statunitense ha saputo comporre una bella sinfonia, eccellente sotto molti punti di vista, in stile tardo romantico ma da un punto di vista moderno.

## Struttura
Nel rispetto della tradizionale architettura, la Prima Sinfonia è suddivisa in quattro movimenti con un Allegro iniziale, un Adagio al secondo posto seguito dal convenzionale scherzo al terzo ed un Allegro molto conclusivo. Date le condizioni particolari di tempo e di luogo allorché l’opera fu concepita, una delle difficoltà cui Ives andò incontro nella stesura della sinfonia è stata quella di dover conciliare il rispetto delle indicazioni impartite da Parker con l’aspirazione di un giovane musicista appena ventitreenne di esprimere i propri ideali in musica. Alla fine del XIX secolo, negli Stati Uniti cresceva gradualmente nei cittadini americani il desiderio di conseguire una propria identità nazionale e di determinare una propria filosofia; soprattutto tra i giovani coetanei di Ives si diffondeva il convincimento che tutto quanto provenisse dall’Europa fosse anatema. Ives certamente non mostrava un fanatico rifiuto per la musica dei grandi compositori europei; al contrario teneva in grande considerazione le opere di Beethoven e di Brahms, e diverse sue composizioni, come ad esempio la Seconda Sinfonia, contengono riferimenti a Wagner, Bach, Buckner e Dvořák
. Tuttavia, pur non rinnegando la grande tradizione musicale europea, Ives aspirava legittimamente a comporre musica che fosse autenticamente americana secondo il suo personalissimo stile, ed è veramente notevole come - malgrado gli angusti spazi concessi dal suo professore - sia riuscito a comporre un’opera come la sua Prima Sinfonia di cui colpisce già al primo ascolto la notevole consistenza melodica che la rende di immensa piacevolezza per gli estimatori della “bella musica”.
- I. Allegro

Il primo ampio movimento inizia con una brevissima introduzione degli archi, cui segue l’ingresso del clarinetto che annuncia il tema costituente il motivo conduttore dell’intero Allegro; con notevole senso della musicalità, Ives sottopone questo tema a molteplici trasformazioni pur mantenendolo sempre ben riconoscibile all’ascoltatore. Negli anni Trenta Ives ricordava le difficoltà nella stesura di questo primo movimento dovute alle continue richieste di modifica avanzate da Parker; in proposito scrisse: «Il primo movimento è stato cambiato.  (La sinfonia) pensavo di comporla in re minore, ma il primo tema passò attraverso sette od otto tonalità diverse, perciò Parker mi fece scrivere un altro primo movimento. Non mi sembrava affatto buono e gli dissi che avrei preferito usare la prima stesura. Sorrise e mi lasciò fare dicendo: “Mi devi promettere però di concludere in re minore”». All’ascolto la grande ricchezza di melodie e l’abile lavoro di orchestrazione non rivelano minimamente le difficoltà affrontate dall’autore nello scrivere questo primo movimento, che si conclude in un trionfale crescendo dell’orchestra, sempre con il tema iniziale bene in evidenza.
- II. Adagio molto

Il secondo movimento contrasta con il precedente per il tono malinconico e quasi pastorale che lo caratterizza. Come per l’Allegro, anche per questo Adagio Ives dovette fare i conti con l’accademismo del suo professore; il compositore osservò che a Parker «non piaceva il movimento lento originale perché iniziava in sol bemolle - e diceva che doveva iniziare in fa … Scrissi un bel movimento formale - ma il primo è migliore!». L’Adagio molto è in effetti un’opera di notevole fattura, nella tonalità fa maggiore e in forma binaria arrotondata; anche qui risalta la scrittura melodica garbata e raffinata dell’autore, che dà prova di una precoce maturità in campo sinfonico. Se possono rinvenirsi le influenze di Brahms, Bruckner, Dvořák e persino un tocco di spontaneità di Schubert, il linguaggio musicale nel suo complesso rivela la personalità inconfondibile di Ives. Peraltro, nella stesura originale del movimento erano contenute le citazioni di motivi da inni tradizionali americani che Parker volle assolutamente far rimuovere dalla partitura.
- III. Scherzo: Vivace

Il terzo movimento, indicato come scherzo, è il più breve e tradizionale dei quattro e probabilmente non deve aver urtato troppo la suscettibilità accademica del professor Parker. Esso è costruito secondo la forma A-B-A convenzionale, con uno scherzo richiamante l’elegante scrittura di Felix Mendelssohn che presenta un tema dalle rapide movenze del canone; il Trio, in tempo più lento, rivela invece l’influenza dello stile di Brahms.
- IV. Allegro molto

Il finale, a sua volta alquanto ampio, contiene il materiale tematico udito nei precedenti movimenti, ossia il tema d’apertura del primo movimento ed il secondo tema di carattere lirico contenuto nel secondo movimento. Anche in questo movimento Ives dà prova di possedere un precoce genio versatile, riuscendo a conciliare i limiti imposti da Parker nella stesura dell’opera con la volontà di comporre secondo uno stile personale; il risultato, come osserva Leonard Bernstein, è un’opera della più piena autenticità dove lo spirito europeo è stato “americanizzato” come un corale di Johann Sebastian Bach trasformato in un inno metodista. Il movimento si conclude con il crescendo dell’orchestra impegnata in un ritmo impetuoso e trascinante, portando così a termine questa Prima Sinfonia che rivela al mondo la presenza di un compositore ancora giovane ma già assai promettente.

## Discografia parziale
- Chicago Symphony Orchestra, Morton Gould (RCA BMG)
- Chicago Symphony Orchestra, Michael Tilson Thomas (Sony BMG)
- Los Angeles Philharmonic, Zubin Mehta (Decca)
- Melbourne Symphony Orchestra, Sir Andrew Davis (Chandos)
- National Symphony Orchestra of Ireland, James Sinclair (Naxos)
- Philadelphia Orchestra, Eugene Ormandy (Sony BMG)